# Antoni Correig Massó

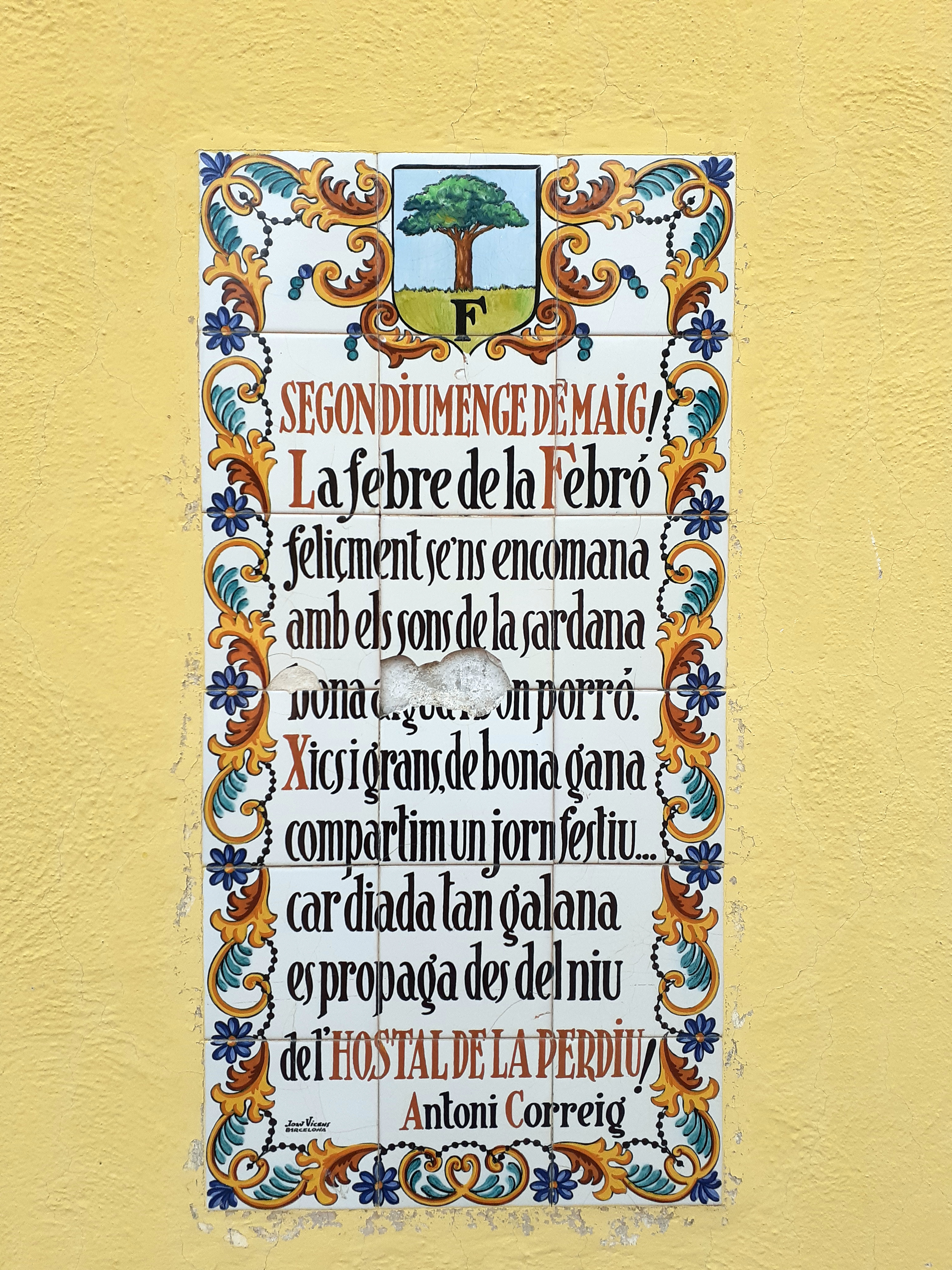
Poema «Segon diumenge de maig» d'Antoni Correig, escrit en unes rajoles en una plaça de la Febró

Antoni Correig Massó (Reus, 22 de març de 1910 - 2 de setembre de 2002) fou un poeta reusenc que va començar a destacar a mitjans de la dècada de 1930.
De família senzilla, va tenir sempre profundes conviccions catalanistes i catòliques. Les seves primeres temptatives literàries es publiquen al Semanario Católico de Reus, on hi té una secció fixa, "Kaleidoscopi", i on publica unes proses curts entre iròniques i poètiques i que signa amb el pseudònim "Boy". També publica al Diario de Reus i a Las Circunstancias, i en tots els casos ho fa en català. A partir de 1932 escriu només poesia. Va ser regidor a l'ajuntament de Reus per la CEDA el 1935. En esclatar la guerra civil s'hagué d'amagar per la seva vinculació a organitzacions catòliques i en concret al Centre Catòlic reusenc, i per les seves vinculacions al partit de Gil-Robles. Passà al bàndol franquista a través de França, fa cap a Burgos on entra a l'exèrcit i tornà a Reus enrolat a la falange.
Així i tot, en la postguerra, des d'un bon inici va estar vinculat a la clandestinitat literària catalana i reusenca que es vehiculava a l'entorn de Joaquim Santasusagna. La seva millor obra fou la produïda durant els anys 30 i 40 del segle xx; a partir d'aquesta època entra en una fase espiritual i contemplativa de la realitat que l'envolta. D'una estricta observança noucentista, el 1935 va publicar Els camins de cada hora, una obra formalista amb una majoria de sonets sobre l'amor, la mort, les fantasies i el sentiment religiós. Fruit de la seva participació en la guerra civil va ser L'arma i l'estel (1948), on, a més de descriure la guerra, les escenes sagnants i l'enyorança, té una mirada sobre el sentiment religiós que l'ha portat a la lluita. El 1952 va formar part del consell de redacció de Reus: semanario de la ciudad, on hi col·laborava amb crítiques d'art, de llibres, de conferències i conferenciants, i de publicacions diverses. Participà, des del 1956, a tots els volums de l'Antologia de la poesia reusenca, dirigits per Bonaventura Vallespinosa. Més endavant, Poemes reusencs, recull quasi dues-centes poesies, moltes sonets, sobre indrets, costums, monuments i personatges de Reus i la comarca, il·lustrats per Ramon Ferran. El seu estil és d'una gran correcció formal, escriu una poesia rimada que, per la gran varietat de la seva temàtica s'adapta a totes les seves obres.
Va morir a l'edat de 92 anys. La ciutat de Reus va dedicar-li una plaça al barri de la Mare Molas, entre el carrer d'aquest nom i el de l'Alcalde Joan Bertran.

## Obra principal
- Els camins de cada hora. Reus: Llibreria Nacional i Estrangera, 1935
- L'arma i l'estel. Barcelona: Torrell de Reus, 1948
- Poemes reusencs. Reus: Associació d'Estudis Reusencs, 1970
- Coses que porten cua Reus: Centre de Lectura, 1986
- Temps de guerra, apunts autobiogràfics (1936-1939): des de la fe. Reus: Centre de Lectura, 1999. ISBN 8487873278
- Evocacions reusenques: amb els sons de quatre cordes. Reus: Centre de Lectura, 2002. ISBN 8487873448